# Krzysztof Gołoś
Krzysztof Gołoś (ur. 1954 w Warszawie) – polski inżynier mechanik, profesor zwyczajny Politechniki Warszawskiej, profesor doktor habilitowany nauk technicznych. Wieloletni kierownik naukowy Pracowni Wytrzymałości Zmęczeniowej i Mechaniki Pękania na Wydziale Samochodów i Maszyn Roboczych Politechniki Warszawskiej.

## Życiorys
Absolwent VI Liceum Ogólnokształcącego im. Tadeusza Reytana w Warszawie (1973, matura z wyróżnieniem). Studia w zakresie mechaniki ukończył w 1978 roku na Wydziale Samochodów i Maszyn Roboczych PW. W 1980 roku rozpoczął na nim pracę i w 1983 roku uzyskał tam stopień doktora. W latach 1986–1988 stypendysta Izaak Walton Killam Trust na University of Alberta w Edmonton (Kanada). W 1990 roku uzyskał na Politechnice Warszawskiej stopień naukowy doktora habilitowanego na podstawie pracy Trwałość zmęczeniowa stali w ujęciu energetycznym. W 2000 roku otrzymał tytuł profesora nauk technicznych. W 1994 roku został mianowany profesorem nadzwyczajnym Politechniki Warszawskiej, a w 2003 roku uzyskał stanowisko profesora zwyczajnego PW.
Był inicjatorem przyznania Polsce organizacji 14th European Conference on Fracture (ECF 14), która odbyła się w 2002 roku w Krakowie, i został jej współprzewodniczącym. Przez wiele lat związany z Instytutem Mechanizacji Budownictwa i Górnictwa Skalnego w Warszawie. W latach 2007–2017 pełnił  w tym instytucie funkcję Przewodniczącego Rady Naukowej. W 2015 roku decyzją Ministra Gospodarki otrzymał stopień dyrektora górniczego II stopnia. 
Specjalizuje się w wytrzymałości zmęczeniowej i mechanice pękania metali i konstrukcji inżynierskich. W szczególności zajmuje się analizą trwałości zmęczeniowej metali i konstrukcji inżynierskich w jednoosiowym i wieloosiowym cyklicznym stanie obciążenia, analizą kumulacji uszkodzeń zmęczeniowych, modelowaniem prędkości pękania zmęczeniowego w ujęciu energetycznym. Prowadził wykłady z zakresu zmęczenia metali w Kanadzie, Niemczech i Austrii.
Na dorobek naukowy prof. Krzysztofa Gołosia składa się około 170 artykułów i prac konferencyjnych, 5 monografii. Jest autorem 4 skryptów dla studentów. Wypromował 8 doktorów. Otrzymał 2 nagrody Ministra Nauki i Szkolnictwa Wyższego oraz 9 nagród Rektora Politechniki Warszawskiej. Został odznaczony Krzyżem Kawalerskim Orderu Odrodzenia Polski (2010), Medalem Komisji Edukacji Narodowej (2007) oraz Złotym Krzyżem Zasługi (1997).